# Сандо Кайсен
Майстер Сандо Кайсен є старшим учнем Тайсена Десімару та главою монастиря «Сяюча вершина» у Франції, в регіоні Дордонь. Має сангху у Києві.
|  | Мені б хотілося, щоб всі зрозуміли істинний сенс практики. Щоб кожен жест, кожна дія були свідомі, осягнуті у витоку, для того, щоб знати, що ми робимо в доджо і в житті. |

У монастирі двічі на місяць проводяться ретрити (сесіни), в яких беруть участь як ченці і черниці, так і миряни. Вже 22 роки Кайсен очолює місією у Франції і в країнах Східної Європи: у Польщі, Чехії, Словаччині, в Росії і в Україні. Його місія надихається і підтримується майстром Косака Кию, з храму Сенгаку-дзі в Токіо і Текуфу Хонда Роши, главою храму Дзуїсеки-дзі у Фукуоці.
Сандо-Кайсен зустрівся з майстром Тайсеном Дешимару в 1968 році, незадовго до свого від’їзду до Китаю, де він практикував недалеко від древнього монастиря Шостого патріарха Хуейнена в Няньянг, в храмі в горах Вайфангшань. У 1979 році він отримав присвячення в ченці і 10 років опісля очолив місію в Східній Європі.
Сандо-Кайсен створив колекцію «В серці Розуму», записавши 18 дисків з ученням . Він є автором 22 книжок, виданих в Польщі, Україні, Чехії і Словаччині. У Франції вийшли дві його книжки «Дух петонга» і «Чисте бачення». Російською мовою доки опубліковано три книжки: «Дзадзен», «Лекції щодо тиші» і «Скарби духу». В даний час перекладається книжка «Сікантадза».
Поет і композитор, Сандо-Кайсен написав немало текстів пісень для музикантів Східної Європи і має репертуар з більше 50 пісень-коанів, які він виконує, акомпануючи собі на гітарі.
"Відмінний кухар, він виховав безліч тензо (кухар в монастирі) і не раз брав участь в кулінарних телепередачах в країнах Східної Європи. Художник, каліграф, музикант, майстер бойових мистецтв, Кайсен не припиняє вчитися і надихати людей на практику «сікантадза» – «просто сидіти»" Тендо Недзе.
Він веде життя простого ченця, без прикрас і амбіцій і, не дивлячись на свої багато-чисельні заняття, він не перестає повторювати: «Моє життя тече саме по собі, таке, яке воно є».
1. ↑  Identifiants et Référentiels — ABES, 2011.